# 11-й проезд Марьиной Рощи
11-й прое́зд Ма́рьиной Ро́щи — улица на севере Москвы в районе Марьина Роща Северо-Восточного административного округа, между Анненской и Шереметьевской улицами. Назван по местности Марьина Роща, находившейся вблизи деревни Марьино (на месте нынешней Калибровской улицы). 9-15-й проезды Марьиной Рощи до 1929 года назывались, соответственно, 1—7-й проезды Марьиной Рощи за линией железной дороги.

## Расположение
Проходит с запада на восток параллельно 10-му и 12-му проездам, начинается от Анненской улице, пересекает Старомарьинское шоссе и заканчивается на Шереметьевской улице.